# Östsibiriska havet

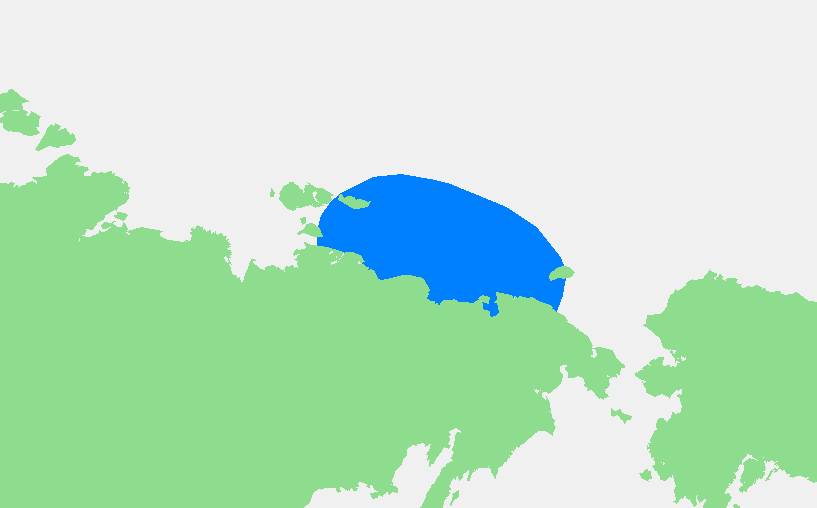
Östsibiriska havet markerat i blått.

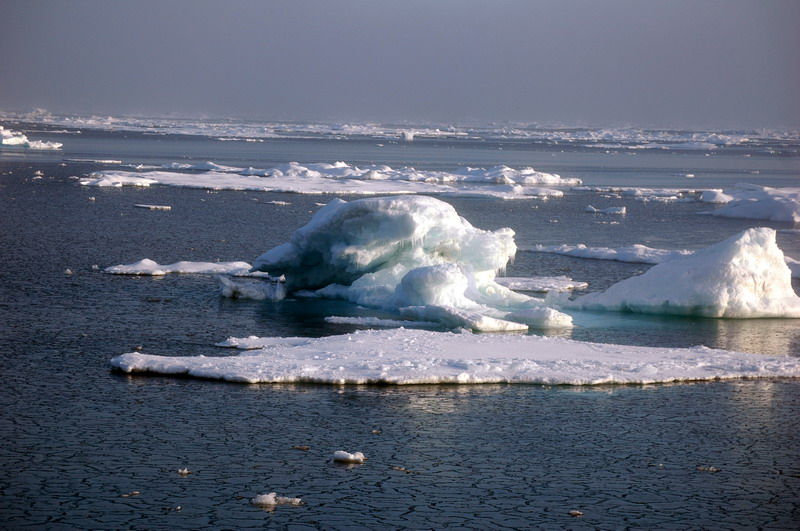
Is i Östsibiriska havet.

Östsibiriska havet är ett randhav i Norra ishavet beläget norr om östra Sibirien mellan Nysibiriska öarna och Wrangels ö. Havet täcker en yta på cirka 936 000 km² och har ett högsta djup om 155 meter. De västra och centrala delarna är dock mycket grunda med ett högsta djup om endast 20 meter.
Havet är istäckt under större delen av året. På somrarna värms de kustnära delarna upp, framför allt i väster, och vattnet forsar sedan vidare ifrån havet till floder in i landet. Djurlivet i området är relativt fattigt på grund av det kalla klimatet.